# Altar d'Atena
L'altar d'Atena està situat a l'Acròpoli d'Atenes, a l'est de l'antic temple d'Atena, aixecat en honor d'Atena i Erecteu, rei d'Atenes (fill de Pandíon).
És probable que l'altar fos remodelat dins del programa de reconstrucció de monuments que va dur a terme Pèricles. Es conserva la base de l'altar, que va ser utilitzat per diversos temples dels que es van anar edificant successivament al centre de l'acròpoli, on es realitzaven cultes en honor dels déus. En aquest altar era on es sacrificava l'hecatombe (cent bous) durant les festes de les Panatenees.